# 國家籃球聯盟 (美國)
国家篮球联盟（英語：National Basketball League，縮寫：NBL），是一个存在於1937年至1949年间的美国职业篮球联盟。1937年联盟成立的时候共有13支独立的篮球球队。该联盟由通用电气、凡士通轮胎和固特异轮胎等三家公司合作建立。联盟中的球队大多为五大湖地区的小城镇球队和企业球队。该联盟一共持续了12年，直到1949年，與新成立三年的全美籃球協會（BAA）合併為美國國家籃球協會（NBA）為止。
五支現存的NBA球隊，其歷史可以追溯到NBL時期：
- 洛杉矶湖人（Los Angeles Lakers）：前身為底特律寶石（Detroit Gems）與明尼阿波利斯湖人（Minneapolis Lakers），於1948年加入BAA。
- 萨克拉门托国王（Sacramento Kings）：前身為罗彻斯特皇家（Rochester Royals），於1948年加入BAA。
- 底特律活塞（Detroit Pistons）：前身為韋恩堡左納活塞（Fort Wayne Zollner Pistons），於1948年加入BAA。
- 亚特兰大老鹰（Atlanta Hawks）：前身為水牛城野牛（Buffalo Bisons）與三城黑鷹（Tri-Cities Blackhawks），於1949年併入NBA。
- 费城76人（Philadelphia 76ers）：前身為锡拉丘兹民族（Syracuse Nationals），於1949年併入BAA。

另外，也有五支已解散的NBA球隊，其歷史也可以追溯到NBL時期：
- 安德森包裝工（Anderson Packers）：前身為安德森達菲包裝工（Anderson Duffey Packers）。
- 丹佛掘金 (1948–50)（Denver Nuggets）：前身為同名球隊。
- 印第安納波利斯噴射機（Indianapolis Jets）：前身為印第安納波利斯考特斯基（Indianapolis Kautskys）。
- 希伯根紅人（Sheboygan Red Skins）：前身為同名球隊。
- 滑鐵盧老鷹（Waterloo Hawks）：前身為同名球隊。

以上這十支NBA球隊，都曾以前身隊名或同隊名，在NBL中出賽。
NBL在1949-50賽季時，擴充了一支新球隊：印第安納波利斯奧林匹亞（Indianapolis Olympians），這支球隊未曾在NBL中出賽過，而也隨NBL與BAA的合併，最後併入了NBA。
另外，NBL的首个冠军球队阿克伦固特异飞足（Akron Goodyear Wingfoots）也没有消失。在二战期间，该球队暂停活动，因此并没有参与NBL与BAA的合并。相反地，他们留在国家工业篮球联盟（NIBL）中，该联盟在1961年改为国家业余体育联合会篮球联盟（NABL）。目前该队仍然是NABL中最出色的业余球队之一。

## 歷屆冠軍
| 賽季    | 冠軍             | 決賽對手       | 勝場比數 |
| ------- | ---------------- | -------------- | -------- |
| 1937–38 | 阿克倫固特異飛足 | 奧什科什全明星 | 2–1      |
| 1938–39 | 凡士通無滑       | 奧什科什全明星 | 3–2      |
| 1939–40 | 凡士通無滑       | 奧什科什全明星 | 3–2      |
| 1940–41 | 奧什科什全明星   | 希伯根紅人     | 3–0      |
| 1941–42 | 奧什科什全明星   | 韋恩堡左納活塞 | 2–1      |
| 1942–43 | 希伯根紅人       | 韋恩堡左納活塞 | 2–1      |
| 1943–44 | 韋恩堡左納活塞   | 希伯根紅人     | 3–0      |
| 1944–45 | 韋恩堡左納活塞   | 希伯根紅人     | 3–2      |
| 1945–46 | 羅徹斯特皇家     | 希伯根紅人     | 3–0      |
| 1946–47 | 芝加哥齒輪       | 羅徹斯特皇家   | 3–2      |
| 1947–48 | 明尼亞波利斯湖人 | 羅徹斯特皇家   | 3–1      |
| 1948–49 | 安德森包裝工     | 奧什科什全明星 | 3–0      |

## 外部連結
- Complete National Basketball League History 1937–49
- National Basketball League at Basketball-Reference.com
- Abstracts of open papers, NASSH 2002 – including "The NBA Began in Akron!? The Midwest Basketball Conference, 1935–37", Murry Nelson, Pennsylvania State University